# Karalahalli, Harihar
Karalahalli là một làng thuộc tehsil Harihar, huyện Davanagere, bang Karnataka, Ấn Độ.